# Памашсола-Вонжеполь
Памашсола-Вонжеполь (мар. Памашсола Вончӱмбал) — деревня в Моркинском районе Республики Марий Эл. Входит в состав Октябрьского сельского поселения.

## География
Находится в юго-восточной части республики Марий Эл на расстоянии приблизительно 22 км по прямой на запад-юго-запад от районного центра посёлка Морки.

## История
По преданиям, деревня основана в середине XVII века как выселок Памашсола из деревни Вонжепал. В 1795 году находилось 10 дворов. В 1859 году здесь (околоток Памашсола) было 5 дворов, 54 жителя. В 1905 году в деревне находилось 12 дворов, проживали 87 человек, в 1924 году 96 человек, мари. В 1959 году в деревне проживали 137 человек, большинство мари. В 2004 году оставалось 14 домов. В советское время работали колхозы «У корно», «Дружба», «Рассвет».

## Население
Население составляло 37 человек (мари 100 %) в 2002 году, 19 в 2010.